# Kochanka (Garb Tenczyński)

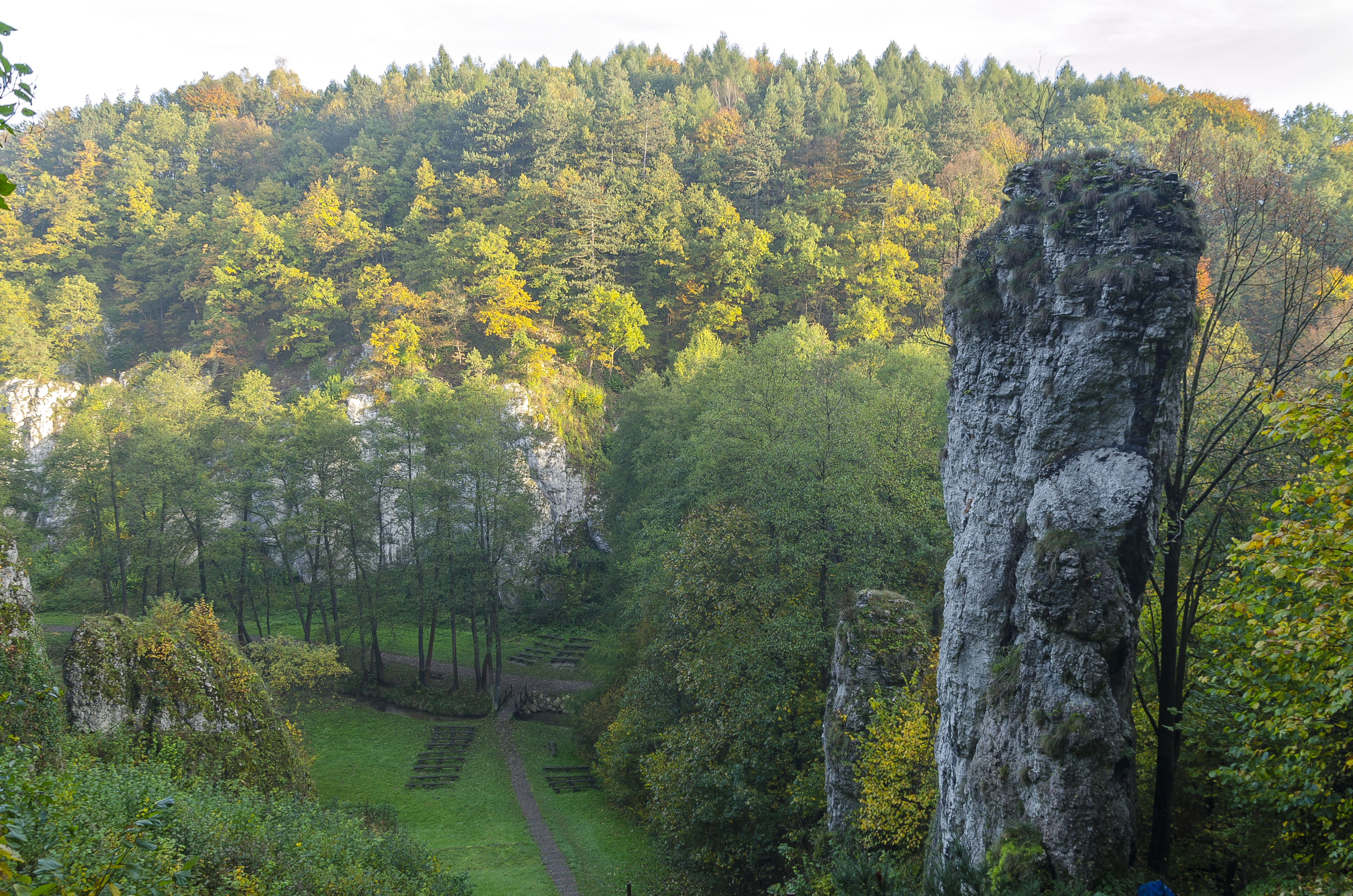
Kochanka. Widok spod obrazu Matki Bożej Skalskiej

Kochanka (295 m) – wzgórze w lewych zboczach Doliny Mnikowskiej na Garbie Tenczyńskim na Wyżynie Krakowsko-Częstochowskiej. Znajduje się w obrębie wsi Mników  w województwie małopolskim, w powiecie krakowskim, w gminie Liszki.
Kochankę w większości porasta las. Opadające do Doliny Mnikowskiej stoki zachodnie i południowe podcięte są wapiennymi turniami. Łagodniejsze stoki wschodnie częściowo zajęte są przez pola uprawne. Dość strome i porośnięte lasem stoki północne i północno-zachodnie opadają na równinną i zabudowaną część wsi Mników o nazwie Skałki. U ich północno-zachodniego podnóża znajduje się parking dla turystów zwiedzających Dolinę Mnikowską.
Porośnięte lasem zbocza Kochanki znajdują się w obrębie rezerwatu przyrody Dolina Mnikowska. Na Kochance znajduje się kilka jaskiń i schronisk: Jaskinia pod Kochanką, Jaskinia Leśnika, Schronisko na lewym brzegu Doliny Sanki, Schronisko przy Źródle.